# International Color Consortium
 For alternative betydninger, se ICC.
International Color Consortium (ICC), er en international organisation, som blev dannet i 1993, af otte virksomheder indenfor industrien for bestemmelse og standardisering af farver.
ICCs formål er at fremme brugen og godkende en åben bruger-neutral platform til bestemmelse af farveprofiler. 
Organisationens forslag af farvebestemmelse er godkendt som ISO-standard (ISO 15076-1:2005).
Systemet anvendes blandt andet indenfor foto- og malingsproducenter.

## Ekstern henvisning
- ICCs hjemmeside (engelsk)

| Forening eller organisation | Spire Denne artikel om en forening eller organisation er en spire som bør udbygges. Du er velkommen til at hjælpe Wikipedia ved at udvide den. |